# Igor Pugaci
Igor Pugaci (Russisch: ИгорЬ Пугач) (Dubăsari, 5 januari 1975) is een voormalig Moldavisch wielrenner.

## Loopbaan
Pugaci is drievoudig Moldavisch kampioen tijdrijden en won ook een keer het wegkampioenschap. Hij deed meestal samen met zijn landgenoot Ruslan Ivanov mee aan wereldkampioenschappen en Olympische Spelen, maar heeft daarin nog nooit potten kunnen breken.
Zijn opmerkelijkste resultaat is een tweede plaats in de 14e etappe van de Ronde van Spanje van 2000 naar de Lagos de Covadonga. In een zware etappe waarin het Andrej Zintsjenko lukte om de kopmannen voor te blijven, ontsnapte Igor Pugaci uit de groep van de kopmannen en reed schijnbaar gemakkelijk naar de tweede plaats in de etappe, nog voor Roberto Heras, die de leiding in het algemeen klassement overnam van Angel Casero. Pugaci heeft deze prestatie nooit meer kunnen evenaren.
In 2006 kon hij geen profcontract krijgen. Hij bleef echter wielrennen en maakte enige indruk in wedstrijden voor amateurs, zodat hij voor 2007 een eenjarig contract verdiende bij Cinelli - Endeka - OPD. Hij kon opnieuw geen potten breken en beëindigde na dat jaar zijn carrière definitief.

## Belangrijkste overwinningen
1999
- Nationaal kampioenschap op de weg
- Nationaal kampioenschap tijdrijden

2000
- Nationaal kampioenschap tijdrijden

2001
- Nationaal kampioenschap tijdrijden

2006
- 3e etappe Ronde van Turkije

## Resultaten in voornaamste wedstrijden
| Jaar | Ronde van Italië | Ronde van Frankrijk | Ronde van Spanje |
| ---- | ---------------- | ------------------- | ---------------- |
| 1999 |                  |                     | 115e             |
| 2000 |                  |                     | 42e              |
| 2001 |                  |                     | 70e              |
| 2002 | 40e              |                     |                  |
| 2003 |                  |                     | 147e             |
| 2004 | 70e              |                     |                  |

| Jaar | Milaan-San Remo | Amstel Gold Race | Luik-Bast.‑Luik | Ronde van Lombardije |  | WK op de weg |
| ---- | --------------- | ---------------- | --------------- | -------------------- |  | ------------ |
| 1999 |                 |                  |                 | 29e                  |  |              |
| 2000 |                 | 42e              | 55e             | 41e                  |  | 48e          |
| 2001 |                 |                  | 99e             |                      |  | 72e          |
| 2002 |                 |                  |                 |                      |  | 113e         |
| 2003 |                 |                  |                 | 62e                  |  |              |
| 2004 | 177e            |                  |                 | 31e                  |  | 49e          |